# Julij Bučar
Julij Bučar, slovenski pravnik in pisatelj, * 10. april 1857, Novo mesto, † 2. april 1919, Novo mesto.
Rodil se je očetu Francu in materi Frančiški (roj. Šifer). Leta 1880 je končal študij prava na dunajski univerzi. Zaposlen je bil v sodni službi v Novem mestu, Ribnici in Črnomlju. V raznih slovenskih listih je objavljal črtice, humoreske, opise izletov na kolesu, članke prirodopisne vsebine ter o lovstvu in ribištvu. Izdal je eno knjigo in  priročnik.
Njegov sin je bil dirigent in skladatelj Danilo Bučar.

## Izbrana bibliografija
- Slovenski metuljar : navodilo kako je loviti, rediti, razpenjati metulje in kako urejevati zbirko : z morfobiološkim opisom metulja v vseh preobrazbah : s 15 slikami (COBISS)
- Teden dni dopusta (Rudolfovo, 1917)